# Rubus
Rubus L., 1753 è un genere di piante appartenenti alla famiglia delle Rosaceae. 

## Descrizione
Il genere è caratterizzato da fusti aerei annui erbacei (R. saxatilis L.) o per lo più bienni diventati legnosi come il lampone (R. idaeus), il rovo comune  (R. fruticosus), il camemoro (R. chamaemorus).

## Tassonomia
Il genere comprende oltre 1400 specie.
Focke nel 1910 propose una divisione del genere in 13 sottogeneri, divisione che viene tuttora utilizzata ai fini pratici, nonostanze gli studi di biologia molecolare abbiano dimostrato il carattere polifiletico di tali raggruppamenti: 
- Sottogenere Anoplobatus (es. Rubus odoratus)
- Sottogenere Chamaebatus (es. Rubus nivalis)
- Sottogenere Chamaemorus (es. Rubus chamaemorus)
- Sottogenere Comaropsis (es. Rubus geoides)
- Sottogenere Cyclactis (es. Rubus arcticus)
- Sottogenere Diemenicus (es. Rubus gunnianus)
- Sottogenere Dalibardastrum (es. Rubus nepalensis)
- Sottogenere Idaeobatus (es. Rubus idaeus,  Rubus phoenicolasius)
- Sottogenere Lampobatus (es. Rubus roseus)
- Sottogenere Malachobatus (es. Rubus acuminatus)
- Sottogenere Micranthobatus (es. Rubus australis)
- Sottogenere Orobatus  (es. Rubus loxensis)
- Sottogenere Rubus (es. Rubus fruticosus, Rubus ulmifolius)

Il sottogenere Rubus è il principale ed è a sua volta suddiviso in 12 sezioni:
- Sezione Allegheniensis
- Sezione Arguti
- Sezione Caesii
- Sezione Canadenses
- Sezione Corylifolii
- Sezione Cuneifolii
- Sezione Flagellares
- Sezione Hispidi
- Sezione Rubus
- Sezione Setosi
- Sezione Ursini
- Sezione Verotriviales